# Scaphiopus holbrookii
Espèce
Synonymes
- Rana holbrookii Harlan, 1835
- Scaphiopus solitarius Holbrook, 1836
- Scaphiopus albus Garman, 1876

Statut de conservation UICN

 LC  : Préoccupation mineure
Scaphiopus holbrookii est une espèce d'amphibiens de la famille des Scaphiopodidae.

## Répartition
Cette espèce est endémique des États-Unis. Elle se rencontre du Massachusetts à la Floride et à l'Ouest jusqu'à la Louisiane.

## Étymologie
Cette espèce est nommée en l'honneur de John Edwards Holbrook.

## Publication originale
- Harlan, 1835 : Medical and Physical Resources; Or Original Memoirs in Medicine, Surgery, Phsyiology, Geology, Zoology, and Comparative Anatomy, Philadelphia, Lydia R. Bailey.